# Юдиновский музейный комплекс

Палеолитическая стоянка

Ю́диновский музейный комплекс — музейный комплекс в селе Юдиново Погарского района Брянской области.

## Музей-заповеденик «Палеолит»
Ю́диновская верхнепалеолитическая стоянка стала известна всему миру в 1947 году, благодаря публикациям её первооткрывателя Поликарповича Константина Михайловича. Широкий интерес к ней проявился начиная с 1985 года, когда был построен павильон над одним из раскопов, выполненных под руководством доктора исторических наук Зои Александровны Абрамовой. Возможность в любое время наблюдать скрытую тысячелетиями культуру древних людей привлекает теперь сюда не только специалистов-учёных, но и широкую публику, желающих заглянуть в мир 15-тысячелетней давности.
На базе этого музея в 1989 году проходил советско-американский симпозиум по палеолиту. Представители девяти университетов США вместе с учёными СССР и Великобритании обсуждали проблемы изучения глубокой древности. Музей стал участником международных конференций, сюда приезжают учёные Франции, Бельгии, Канады, стран ближнего зарубежья. Теперь уже трудно назвать страну, представители которой не побывали в Юдиновском музее-заповеднике «Палеолит».

## Краеведческий музей
Краеведческий музей в Юдинове создавался одновременно с поисками остатков костных жилищ кроманьонцев, открыт для посетителей в 1985 году. Отличительная черта этого музея — он исключительно самодеятельный. Планировку экспозиционных залов (а их шесть), создание экспозиций и всех элементов оформления выполнены без привлечения специалистов силами учащихся местной школы под руководством бывшего учителя истории Леонида Ивановича Гришина. Это выгодно отличает музей от многих других исполненных специалистами-оформителями.
Каждый зал музея тематический: археология, этнография, история села, Великая Отечественная война, послевоенный период, зал техники вчерашнего дня. Посетителей этого музея подкупает незатейливая простота оформления и эмоциональность подачи экскурсионного материала. В музее сложились богатые коллекции нумизматики, филателии, часов. Предметы этнографии послужили основой для создания экспозиции «крестьянская изба», в деталях воссоздающая крестьянский быт в прошлом.

## Художественная галерея
На площади 400 м² экспонируются произведения известных скульпторов, графиков, живописцев Российской Федерации.

## Дом-музейК. М. Поликарповича
В перспективе — создание дома-музея Константина Михайловича Поликарповича.

## Туристический маршрут
Утвержден и действует туристический маршрут «Путешествие в каменный век» (Брянск — Юдиново).